# Pseudomicippe banfieldi
Pseudomicippe banfieldi is een krabbensoort uit de familie van de Majidae. De wetenschappelijke naam van de soort is voor het eerst geldig gepubliceerd in 1913 door McCulloch.